# Tomasz Dąbrowski (wiceminister)
Tomasz Dąbrowski (ur. 2 stycznia 1975) – polski urzędnik państwowy, z wykształcenia prawnik, w latach 2018–2019 podsekretarz stanu w Ministerstwie Energii. W latach 2019–2020 podsekretarz stanu w Ministerstwie Aktywów Państwowych.

## Życiorys
Studiował fizykę na Wydziale Matematyki, Fizyki i Chemii Uniwersytetu Łódzkiego, a następnie ukończył prawo na Wydziale Prawa i Administracji Uniwersytetu Łódzkiego. Ukończył także Krajową Szkołę Administracji Publicznej i został urzędnikiem mianowanym. 
Pracował następnie jako urzędnik. Od 2004 do 2005 zatrudniony jako starszy specjalista w Ministerstwie Skarbu Państwa, od 2005 do 2015 w Ministerstwie Gospodarki jako kolejno starszy specjalista, wicedyrektor i  dyrektor Departamentu Energetyki. W 2015 przeszedł na fotel dyrektora Departamentu Elektroenergetyki i Ciepłownictwa (dawnego Departamentu Energetyki) w Ministerstwie Energii. W resortach odpowiadał m.in. za dostosowanie polskiego ustawodawstwa do norm unijnych, wprowadzenie bonów skarbowych w branży energetycznej i białych certyfikatów dla elektrowni, odpowiadał także za odcinek energetyczny podczas polskiej prezydencji w Radzie Unii Europejskiej. Jest członkiem Polskiego Komitetu Światowej Rady Energetycznej. W 2014 brał udział w konkursie na szefa Urzędu Regulacji Energetyki, jednak przegrał z Maciejem Bando.
4 czerwca 2018 powołany na stanowisko podsekretarza stanu w Ministerstwie Energii, odpowiedzialnego za fundusze europejskie i stosunki międzynarodowe (w związku z powołaniem na stanowisko pełnomocnika rządu ds. prezydencji COP 24 sekretarza stanu w tym resorcie Michała Kurtyki).
W listopadzie 2019, po przekształceniach w strukturze ministerstw, przeszedł na funkcję podsekretarza stanu w Ministerstwie Aktywów Państwowych. W styczniu 2020 odszedł z funkcji wiceministra. Następnie objął stanowisko przewodniczącego Rady Nadzorczej spółki Polskie Elektrownie Jądrowe.
Posługuje się językiem angielskim, niemieckim i francuskim.